# ۵۱ بره
۵۱ بره یک ستاره است که در صورت فلکی برج حمل قرار دارد.